# 1997年郡尉職權法令
《1997年郡尉職權法令》（英語：Lieutenancies Act 1997）於1997年生效，是一項英國國會法令，來釐訂大不列顛委任的郡尉（Lord Lieutenant）所管轄的地區。

## 現代地方政府的建立
根據《1888年地方政府法令》，郡尉是被委派到每一個郡。可是，這個法令所定義的區域混雜了新的行政郡及郡的自治區。實際上，影響很微小，因為只有少數行政郡的邊界跟原來的不一樣。
直到1965年大倫敦及亨廷登-彼得伯勒郡的成立，導致米德爾塞克斯郡尉辦公室、倫敦郡郡尉辦公室、亨廷登郡郡尉辦公室被廢除，取而代之就是大倫敦郡尉及亨廷登-彼得伯勒郡尉。

## 重組地方政府
1974年，英格蘭及威爾斯內的行政郡及郡自治區被廢除。一項大型改革也同時推行。所有郡尉轄區都被劃分為都會郡和非都會郡。而1973年《蘇格蘭地方政府法令》則不跟從新的蘇格蘭地區來釐訂郡尉轄區，反而從傳統郡中拼合起來。因此，兩者結合導致產生出來的郡尉轄區完全不跟從原有的郡。大部分這些郡尉轄區都沒有留下來。在1990年代中期的英國地方政府改革中，很多非都會郡都開始重組成為單一管理區。蘇格蘭及威爾斯的地方政府過渡成為只由單一管理區所組成。
這個時候開始草擬這個法令的計劃，把郡尉轄區從地方政府再次分出來。雖然法令沒有使用這個計劃，但這些地方成了英格蘭的名譽郡。